# Lechmere (Metro de Boston)
Lechmeree  es una estación terminal en el Ramal E de la línea Verde del Metro de Boston. La estación se encuentra localizada en Cambridge Street y O'Brien Highway en Cambridge, Massachusetts. La estación Lechmeree fue inaugurada el 10 de julio de 1922. La Autoridad de Transporte de la Bahía de Massachusetts es la encargada por el mantenimiento y administración de la estación.

## Descripción
La estación Lechmeree cuenta con 2 plataformas laterales y 2 vías. 

## Conexiones
La estación es abastecida por las siguientes conexiones: 
- Rutas de autobuses: 69, 80, 87, 88